# Comuna de Lutowiska
Lutowiska (polaco: Gmina Lutowiska) é uma gminy (comuna) na Polónia, na voivodia de Subcarpácia e no condado de Bieszczadzki. A sede do condado é a cidade de Lutowiska.
De acordo com os censos de 2004, a comuna tem 2221 habitantes, com uma densidade 4,7 hab/km².

## Área
Estende-se por uma área de 475,85 km², incluindo:
- área agricola: 11%
- área florestal: 82%

## Demografia
Dados de 30 de Junho 2004:
|                      | Total   | Total | Mulheres | Mulheres | Homens  | Homens |
| -------------------- | ------- | ----- | -------- | -------- | ------- | ------ |
|                      | pessoas | %     | pessoas  | %        | pessoas | %      |
| População            | 2221    | 100   | 1051     | 47,3     | 1170    | 52,7   |
| Densidade (pop./km²) | 4,7     | 100   | 2,2      | 2,2      | 2,5     | 2,5    |

De acordo com dados de 2002, o rendimento médio per capita ascendia a 1790,68 zł.

## Comunas vizinhas
- Cisna, gmina Czarna.